# Tașca (gmina)
Tașca – gmina w Rumunii, w okręgu Neamț. Obejmuje miejscowości Hamzoaia, Neagra, Tașca i Ticoș-Floarea. W 2011 roku liczyła 2235 mieszkańców.